# Joseph von Führich
Joseph von Führich, detto Il teologo con le matite (Chrastava, 9 febbraio 1800 – Vienna, 13 marzo 1876), è stato un pittore austriaco.
Fu autore di soggetti religiosi e appartenne alla corrente pittorica detta dei Nazareni. 
Illustratore di opere di Goethe e Friedrich Schiller, nel 1827 si recò a Roma per rimpatriare solo nel 1829.